# Tây Thạnh
Tây Thạnh là một phường (trong 168 phường sau sáp nhập) thuộc Thành phố Hồ Chí Minh, Việt Nam.

## Địa lý
Phường Tây Thạnh nằm ở phía bắc quận Tân Phú, có vị trí địa lý:
- Phía đông giáp phường Tân Sơn
- Phía tây giáp phường Bình Hưng Hòa
- Phía nam giáp phường Tân Sơn Nhì
- Phía bắc giáp phường Đông Hưng Thuận

Phường có diện tích 4 km² sau sáp nhập Khu phố 11, 12, 13, 14 phường Sơn Kỳ (trước đây là 3,50 km²), dân số năm 2021 là 64.412 người,  mật độ dân số đạt 18.403 người/km².

## Lịch sử
Trước năm 1975, Tây Thạnh là tên một ấp thuộc xã Tân Sơn Nhì, quận Tân Bình, tỉnh Gia Định.
Năm 1976, xã Tân Sơn Nhì giải thể để thành lập các phường mới thuộc quận Tân Bình. Lúc này, ấp Tây Thạnh cũ thuộc địa bàn phường 15.
Ngày 5 tháng 11 năm 2003, Chính phủ ban hành Nghị định 130/2003/NĐ-CP. Theo đó:
- Thành lập quận Tân Phú trên cơ sở tách toàn bộ diện tích, dân số của các phường 16, 17, 18, 19, 20 và một phần diện tích, dân số của các phường 14, 15 thuộc quận Tân Bình
- Thành lập phường Tây Thạnh thuộc quận Tân Phú trên cơ sở điều chỉnh 356,73 ha diện tích tự nhiên và 26.414 người của Phường 15.

Ủy ban Thường vụ Quốc hội ban hành Nghị quyết số 1685/NQ-UBTVQH15 về việc sắp xếp các đơn vị hành chính cấp xã của TPHCM năm 2025, theo đó sáp nhập Khu phố 11, 12, 13, 14 phường Sơn Kỳ thành phường Tây Thạnh. Chính thức hoạt động từ 01/7/2025.

## Tên đường
| STT | Tên đường       | Thuộc phường, quận khác                                                                                                 | Ghi chú                                                               |
| --- | --------------- | --- | --------------------------------------------------------------------- |
| 1   | CN1             | Sơn Kỳ |                                                                       |
| 2   | Đường số 11     | |                                                                       |
| 3   | CN11            | Sơn Kỳ |                                                                       |
| 4   | CN13            | Sơn Kỳ |                                                                       |
| 5   | CN12            | |                                                                       |
| 6   | CN10            | |                                                                       |
| 7   | CN3             | |                                                                       |
| 8   | Kênh 19/5       | Sơn Kỳ |                                                                       |
| 9   | Lưu Chí Hiếu    | |                                                                       |
| 10  | S11             | |                                                                       |
| 11  | S9              | |                                                                       |
| 12  | S7              | |                                                                       |
| 13  | S5              | |                                                                       |
| 14  | S3              | |                                                                       |
| 15  | S1              | |                                                                       |
| 16  | T5              | |                                                                       |
| 17  | T3              | |                                                                       |
| 18  | T2              | |                                                                       |
| 19  | T1              | |                                                                       |
| 20  | T8              | |                                                                       |
| 21  | T6              | |                                                                       |
| 22  | T4B             | |                                                                       |
| 23  | T4A             | |                                                                       |
| 24  | C8              | |                                                                       |
| 25  | C6              | |                                                                       |
| 26  | C6A             | |                                                                       |
| 27  | C4              | |                                                                       |
| 28  | C4A             | |                                                                       |
| 29  | C2              | |                                                                       |
| 30  | C7              | |                                                                       |
| 31  | C5              | |                                                                       |
| 32  | C1              | |                                                                       |
| 32  | B1              | |                                                                       |
| 33  | B2              | |                                                                       |
| 34  | B3              | |                                                                       |
| 35  | B4              | |                                                                       |
| 36  | D9              | |                                                                       |
| 37  | D10             | | Từ D9 đến D16                                                         |
| 38  | D11             | |                                                                       |
| 39  | D12             | |                                                                       |
| 40  | D13             | | Từ Tây Thạnh đến D16                                                  |
|     | D16             | | Từ hết D10 đến D9                                                     |
| 41  | Tây Thạnh       | | từ Trường Chinh đến Lê Trọng Tấn                                      |
| 42  | Chế Lan Viên    | | từ Trường Chinh đến Nguyễn Hữu Tiến                                   |
| 43  | Hồ Đắc Di       | |                                                                       |
| 44  | Trường Chinh    | - Tân Thới Nhất (Quận 12); Phường 14, Phường 4, Phường 11, Phường 12, Phường 13, Phường 7 (quận Tân Bình) - Tân Sơn Nhì |                                                                       |
| 45  | Tân Kỳ Tân Quý  | - Phường 13 (quận Tân Bình); Bình Hưng Hòa, Bình Hưng Hòa A (quận Bình Tân) - Sơn Kỳ                                    | Từ Tân Quý đến Trường Chinh                                           |
| 46  | Nguyễn Hữu Dật  | |                                                                       |
| 47  | Nguyễn Hữu Tiến | | Trụ sở UBND phường (số 200/12 Nguyễn Hữu Tiến)                        |
| 48  | Dương Đức Hiền  | | Từ Lê Trọng Tấn đến Chế Lan Viên                                      |
| 49  | Bùi Xuân Phái   | |                                                                       |
| 50  | Nguyễn Đỗ Cung  | |                                                                       |
| 51  | Nguyễn Sáng     | |                                                                       |
| 52  | Huỳnh Văn Gấm   | |                                                                       |
| 53  | Phạm Ngọc Thảo  | |                                                                       |
| 54  | Lê Trọng Tấn    | | Từ Tân Kỳ Tân Quý đến cầu Bưng                                        |
|     | Tân Thắng       | | Trụ sở Đảng ủy - Ủy ban MTTQ Việt Nam phường Tây Thạnh (89 Tân Thắng) |